# Kilovče
Kilovče – wieś w Słowenii, w gminie Ilirska Bistrica. W 2018 roku liczyła 40 mieszkańców.